# Göthilda Fürstenberg

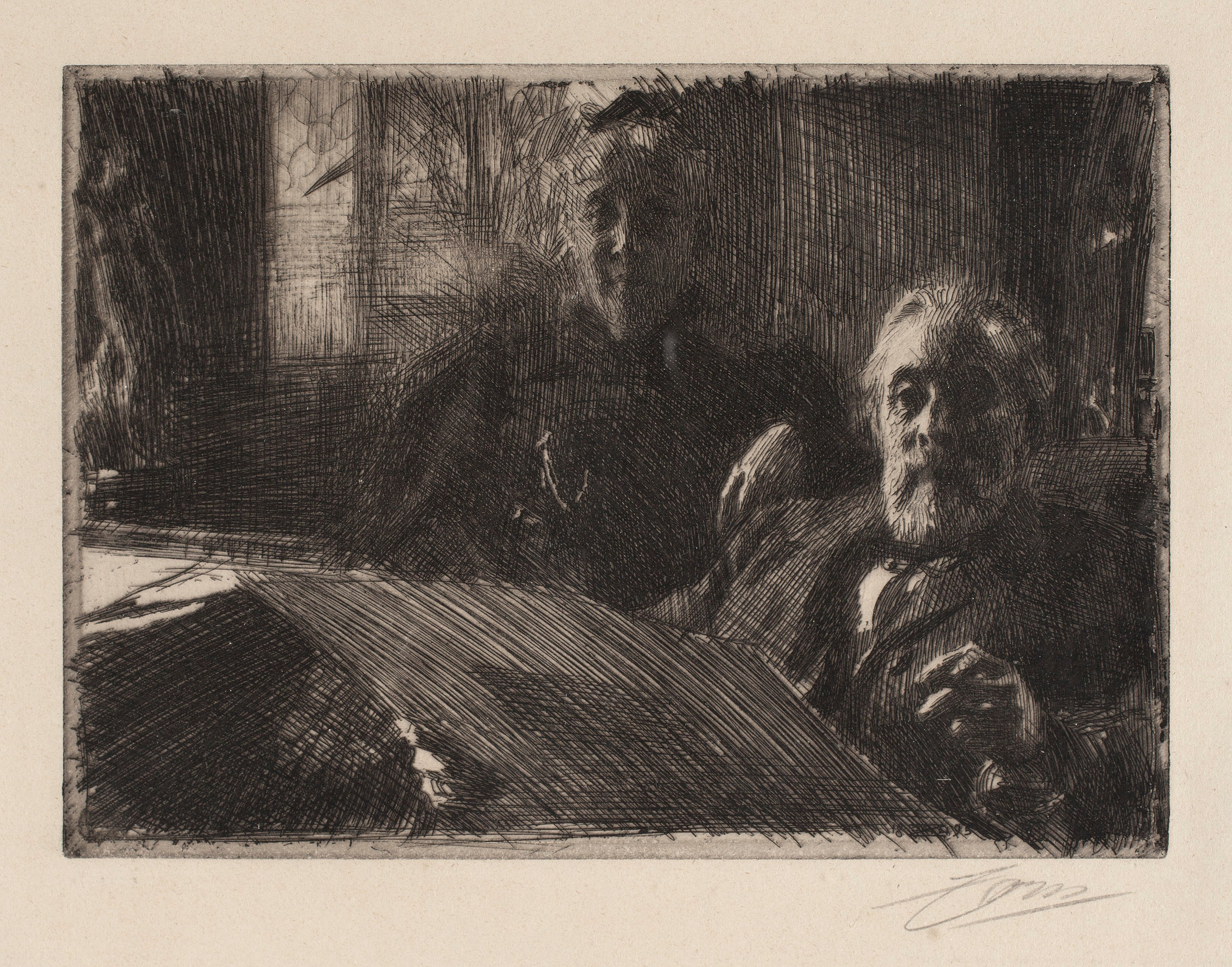
Göthilda och maken Pontus Fürstenberg avbildade på en etsning av Anders Zorn (1895).

Göthilda Charlotta Fürstenberg, född Magnus den 1 november 1837 i Göteborg, död 7 december 1901 i Göteborg, var en svensk konstsamlare, mecenat och filantrop. Tillsammans med sin make Pontus Fürstenberg var hon en av Sveriges mest betydande konstmecenater.

## Biografi
Göthilda Fürstenberg var enda barnet till kusinerna Eduard Magnus och Rachel Magnus, född Jacobson. Eduard Magnus var grosshandlare och blev rik genom sockerproduktion och kreditgivning. Han grundade en bank i Göteborg och genom satsningar i textilproduktionen knöts dessutom affärskontakter med firman L. Fürstenberg & Co, vars delägare sonen Pontus Fürstenberg så småningom skulle bli dotterns make. Familjerna Fürstenberg och Magnus umgicks, hade ekonomiska förbindelser, bodde i närheten av varandra och var medlemmar i samma trosgemenskap, den mosaiska församlingen i Göteborg. Genom dessa kontaktytor mötte Göthilda Fürstenberg i unga år sin blivande make Pontus. När Pontus friade till Göthilda Fürstenberg var hon i tjugoårsåldern. Eduard och Rachel Magnus var dock motståndare till äktenskapet och Eduard Magnus, som var sin dotters giftoman, sade nej. Skälet ska ha varit att Pontus var tio år äldre än deras dotter, han uppfattades som lättsinnig och därtill hade han puckelrygg. Först när Göthilda Fürstenbergs föräldrar avlidit blev äktenskap möjligt och det ingicks år 1880. Pontus och Göthilda Fürstenberg fick inga barn.
Trots att Göthilda Fürstenbergs föräldrar testamenterade medel för välgörenhet i Göteborg och ekonomiskt hade gynnat stadens musik- och konstliv var arvet efter föräldrarna mycket stort. Utöver familjens fastighet, i nuvarande Palacehuset, så ärvde Göthilda Fürstenberg ett kapital på omkring 3,5 miljoner kronor – en med tidens mått mycket stor summa. I Göthilda Fürstenbergs fostran ingick skolning i vad en borgerlig flicka av rang vid denna tiden borde behärska. Musik och konst var givna intresseområden, men i hennes fall tillkom dessutom grundläggande kunskaper i ekonomisk förvaltning. Göthilda Fürstenbergs ärvda förmögenhet hade således goda förutsättningar, att bli klokt förvaltad. Maken Pontus var inte riktigt lika förmögen. Men tillsammans var de ett av Göteborgs rikaste par.
Göthilda Fürstenbergs intresse för konst var grundlagt tidigt genom föräldrarnas engagemang i stadens kulturella liv och dessutom var hon släkt med Ernst Josephson, vilken representerade tidens unga radikaler i konsten. Josephson kom att fungera som konstnärlig rådgivare åt paret Fürstenberg. I samband med giftermålet inledde makarna Fürstenberg ett engagemang på heltid som konstsamlare och gynnare av stadens konstnärsliv. Sällskapet Gnistan, där Pontus Fürstenberg var ledamot av utställningskommittén, hade en konstutställning 1881. Genom inköp i samband med den lades en viktig grund till paret Fürstenbergs konstsamling. Utställningen innebar också ett genombrott för naturalismen i skandinavisk konst.
Pontus Fürstenberg var formellt delaktig i stadens offentliga liv medan Göthilda Fürstenberg är bekant för eftervärlden främst genom sin ärvda förmögenhet. Hon omskrivs som ”arvtagerskan”. I praktiken agerade dock makarna Fürstenberg gemensamt i de flesta avseenden. Konstintresset och engagemanget för konstnärer delade de. Tillsammans öppnade de upp Göteborg för utländska impulser inom konsten. Makarna Fürstenberg for till Frankrike, Tyskland, Italien och Danmark. På resorna utomlands studerade de och köpte konst, som ställdes ut för allmänheten i deras galleri på Södra Hamngatan 2, och hemmet var en mötesplats för tidens radikala konstnärer. Paret Fürstenberg beundrade och gynnade särskilt de så kallade Opponenterna, vars kritiska udd var riktad mot den konservativa Konstakademien. I Göteborgs universitetsbibliotek finns en stor samling bevarade brev från konstnärer, som senare skulle bli berömda, till exempel Carl Larsson. I samlingarna finns också brev som Göthilda Fürstenberg skrev till de många släktingarna i familjerna Magnus och Fürstenberg. Vid sidan om arbetet med konsten och kulturlivet i Göteborg ägnade sig Göthilda Fürstenberg också åt välgörenhetsarbete i en stiftelse, som var ägnad minnet av hennes far.

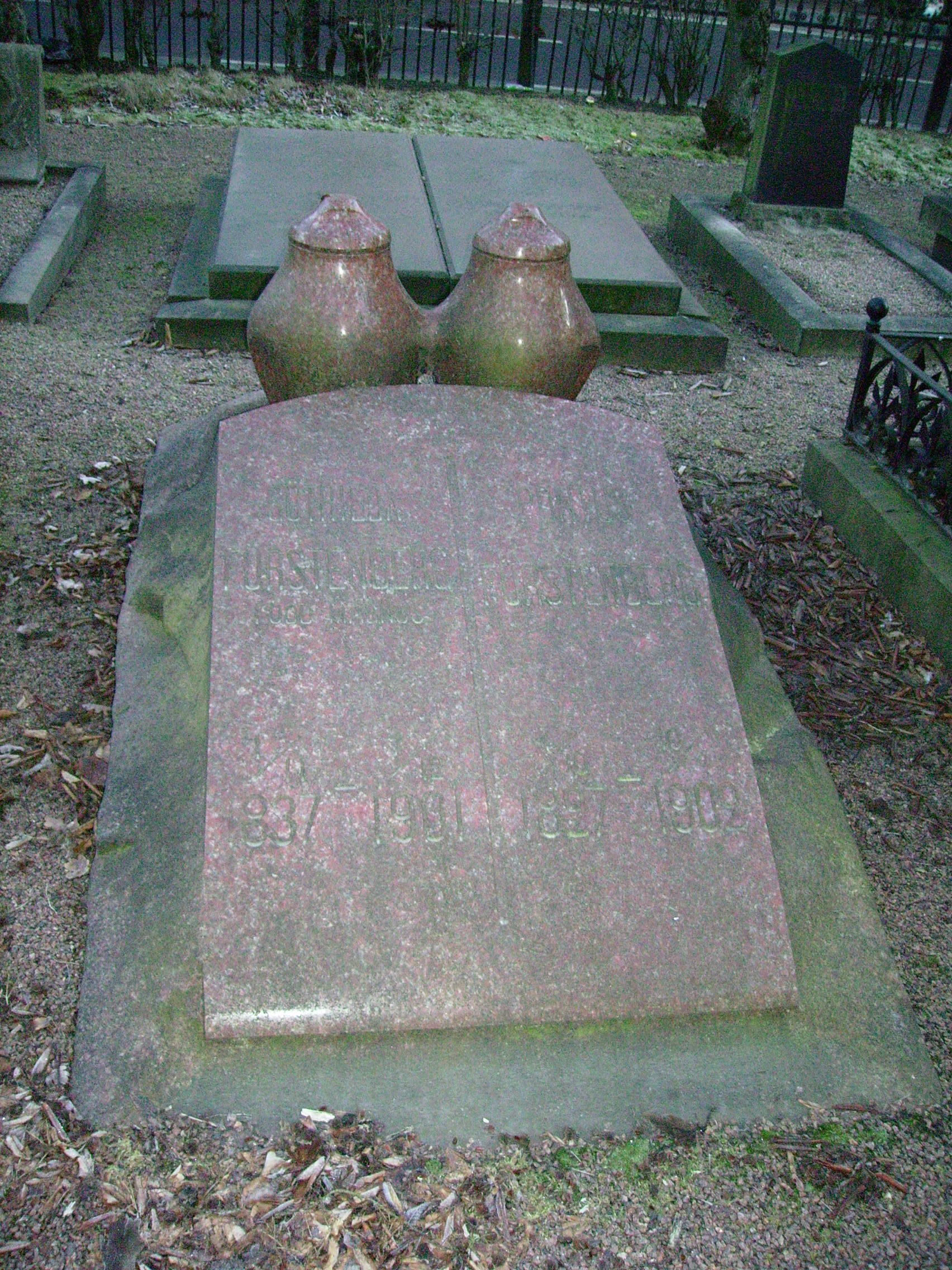
Makarna Fürstenbergs gravvård på Gamla Mosaiska begravningsplatsen vid Svingeln.

Göthilda Fürstenberg avled den 7 december 1901 och drygt fyra månader senare avled Pontus Fürstenberg. De vilar på Mosaiska begravningsplatsen vid Svingeln i Göteborg.
Makarna Fürstenberg testamenterade det Fürstenbergska huset till Göteborgs stad, som också fick rätt att sälja fastigheten. Konstsamlingen donerades till Göteborgs museum, och flyttades senare till Göteborgs konstmuseum vid Götaplatsen, ett museum vars tillkomst möjliggjordes genom försäljningen av Fürstenbergska huset. I testamentet donerades även medel till Göteborgs orkesterförening och till flera välgörenhetsorganisationer.
På det våningsplan i Göteborgs konstmuseum där makarna Fürstenbergs konstsamling idag kan beskådas finns också en del möbler från Pontus och Göthilda Fürstenbergs hem. Därmed förs konstverken också in i den patriciska miljö de tidigare hade i Palacehuset.